# Campeonato Sergipano 1984
In 1984 werd het 61ste Campeonato Sergipano gespeeld voor voetbalclubs uit de Braziliaanse staat Sergipe. De competitie werd georganiseerd door de FSF en werd gespeeld van 15 april tot 2 december. Sergipe werd kampioen.

## Eerste toernooi
| Plaats | Club       | Wed. | W | G | V | Saldo | Ptn. |
| ------ | ---------- | ---- | - | - | - | ----- | ---- |
| 1.     | Confiança  | 7    | 5 | 1 | 1 | 11:4  | 11   |
| 2.     | Santa Cruz | 7    | 4 | 3 | 0 | 10:5  | 11   |
| 3.     | Sergipe    | 7    | 5 | 0 | 2 | 13:6  | 10   |
| 4.     | Estanciano | 7    | 5 | 0 | 2 | 13:8  | 10   |
| 5.     | Vasco      | 7    | 2 | 2 | 3 | 7:6   | 6    |
| 6.     | Itabaiana  | 7    | 1 | 3 | 3 | 5:8   | 5    |
| 7.     | Lagarto    | 7    | 1 | 0 | 6 | 3:12  | 2    |
| 8.     | Propriá    | 7    | 0 | 1 | 6 | 2:15  | 1    |

|  | Play-off |

Play-off 

De winnaar kreeg twee bonuspunten voor de finaleronde, de verliezer een. De play-off werd pas na het vierde toernooi gespeeld. 
|                      |           |       |            |  |
| 18 november Play-off | Confiança | 0 – 1 | Santa Cruz |  |
| 18 november Play-off |           |       |            |  |

## Tweede toernooi
| Plaats | Club       | Wed. | W | G | V | Saldo | Ptn. |
| ------ | ---------- | ---- | - | - | - | ----- | ---- |
| 1.     | Confiança  | 7    | 5 | 1 | 1 | 11:4  | 11   |
| 2.     | Santa Cruz | 7    | 4 | 3 | 0 | 10:5  | 11   |
| 3.     | Sergipe    | 7    | 5 | 0 | 2 | 13:6  | 10   |
| 4.     | Estanciano | 7    | 5 | 0 | 2 | 13:8  | 10   |
| 5.     | Vasco      | 7    | 2 | 2 | 3 | 7:6   | 6    |
| 6.     | Itabaiana  | 7    | 1 | 3 | 3 | 5:8   | 5    |
| 7.     | Lagarto    | 7    | 1 | 0 | 6 | 3:12  | 2    |
| 8.     | Propriá    | 7    | 0 | 1 | 6 | 2:15  | 1    |

|  | Play-off |

Play-off 

De winnaar kreeg twee bonuspunten voor de finaleronde, de verliezer een. 
|                  |         |       |            |  |
| 29 juli Play-off | Sergipe | 1 – 0 | Estanciano |  |
| 29 juli Play-off |         |       |            |  |

## Derde toernooi
| Plaats | Club       | Wed. | W | G | V | Saldo | Ptn. |
| ------ | ---------- | ---- | - | - | - | ----- | ---- |
| 1.     | Sergipe    | 7    | 3 | 4 | 0 | 6:2   | 10   |
| 2.     | Santa Cruz | 7    | 4 | 1 | 2 | 7:6   | 9    |
| 3.     | Lagarto    | 7    | 3 | 3 | 1 | 5:3   | 9    |
| 4.     | Itabaiana  | 7    | 3 | 2 | 2 | 11:8  | 8    |
| 5.     | Estanciano | 7    | 2 | 3 | 2 | 5:4   | 7    |
| 6.     | Vasco      | 7    | 1 | 5 | 1 | 5:4   | 7    |
| 7.     | Propriá    | 7    | 1 | 1 | 5 | 3:10  | 3    |
| 8.     | Confiança  | 7    | 0 | 3 | 4 | 6:12  | 3    |

|  | Twee bonuspunten voor finale   |
|  | Eén bonuspunt voor finaleronde |

## Vierde toernooi
| Plaats | Club       | Wed. | W | G | V | Saldo | Ptn. |
| ------ | ---------- | ---- | - | - | - | ----- | ---- |
| 1.     | Sergipe    | 7    | 4 | 2 | 1 | 10:2  | 10   |
| 2.     | Santa Cruz | 7    | 3 | 3 | 1 | 6:2   | 9    |
| 3.     | Vasco      | 7    | 4 | 1 | 2 | 9:4   | 9    |
| 4.     | Confiança  | 7    | 3 | 2 | 2 | 9:9   | 8    |
| 5.     | Itabaiana  | 7    | 3 | 1 | 3 | 4:4   | 7    |
| 6.     | Estanciano | 7    | 2 | 3 | 2 | 9:9   | 7    |
| 7.     | Lagarto    | 7    | 1 | 3 | 3 | 7:9   | 5    |
| 8.     | Propriá    | 7    | 0 | 1 | 6 | 2:17  | 1    |

|  | Twee bonuspunten voor finale                  |
|  | Play-off, winnaar krijgt een voor finaleronde |

Play-off
|                      |       |       |            |  |
| 14 november Play-off | Vasco | 0 – 1 | Santa Cruz |  |
| 14 november Play-off |       |       |            |  |

## Finaleronde
| Plaats | Club       | Wed. | W | G | V | Saldo | Ptn. |
| ------ | ---------- | ---- | - | - | - | ----- | ---- |
| 1.     | Sergipe    | 3    | 2 | 0 | 1 | 3:1   | 9    |
| 2.     | Confiança  | 3    | 2 | 1 | 0 | 4:0   | 7    |
| 3.     | Santa Cruz | 3    | 1 | 0 | 2 | 1:5   | 5    |
| 4.     | Estanciano | 3    | 0 | 1 | 2 | 0:2   | 3    |

|  | Kampioen |

### Kampioen
| Campeonato Sergipano de 1984 |
| Sergipe                      |
| ---------------------------- |
| SERGIPE Kampioen (21° titel) |